# Temple of Apshai
Temple of Apshai, scritto anche The Temple of Apshai su schermo, è un videogioco di ruolo di tipo dungeon crawler pubblicato a partire dal 1979 per i computer Apple II, Atari 8-bit, Commodore 64, Commodore PET, Commodore VIC-20, MS-DOS e TRS-80 dalla Automated Simulations, poi divenuta Epyx. Fu uno dei primi giochi di ruolo per computer dotato di grafica, incluse le azioni di combattimento, ed ebbe a suo tempo un successo notevole.
Uscirono due espansioni, Upper Reaches of Apshai (1981) e Curse of Ra (1982), pubblicate per gli stessi computer tranne PET e VIC-20.
Nel 1985 uscì Temple of Apshai Trilogy, una raccolta che comprende l'originale e le due espansioni, con grafica rinnovata. Trilogy uscì per numerosi computer, molti dei quali erano nuove macchine per le quali Temple of Apshai non era esistito in precedenza.
Temple of Apshai è il primo e più noto titolo di una collana di giochi di ruolo fantasy chiamata Dunjonquest (storpiatura di "dungeon quest"), simili nella struttura, ma non tutti correlati tra loro come ambientazione.
Il seguito vero e proprio di Temple of Apshai è Hellfire Warrior (1980, solo per Apple, Atari, PET e TRS-80). Successivamente uscì il prequel Gateway to Apshai (1983, per Atari, C64 e ColecoVision), più orientato all'azione e non facente parte di Dunjonquest.

## Trama
Il protagonista è un guerriero medievale che si avventura nelle rovine del grande tempio sotterraneo del dio-insetto Apshai, infestato da mostri e pieno di tesori.
Il prologo nel manuale racconta che il tempio-città produceva grandi ricchezze dal sottosuolo, ma si vociferava che i riti oscuri apshaiani portassero disgrazie al mondo esterno. Poi un terremoto fece crollare l'ingresso del tempio e mise fine al culto di Apshai. Generazioni dopo, dalla vicina città si decise di organizzare degli scavi per raggiungere le rovine e i loro tesori. I passaggi vennero riaperti, ma le persone che entravano iniziarono a sparire e sulla città tornò una maledizione. Ora si cercano avventurieri attratti dai tesori che vogliano affrontare il tempio, e l'impresa viene proposta al protagonista, Brian Hammerhand.
Il gioco non ha una conclusione; nel sotterraneo più avanzato risiede una creatura unica (una mantide gigante, non descritta nel manuale) che si potrebbe interpretare come il mostro finale, ma ucciderla non ha particolari effetti.

## Modalità di gioco
Il giocatore controlla un personaggio umano solitario che deve esplorare labirinti bidimensionali, affrontare mostri e trappole di vario tipo e raccogliere tesori.
Il tempio è costituito da quattro labirinti di difficoltà crescente, tutti sempre accessibili a scelta del giocatore. In tutto ci sono 233 stanze, che arrivano a oltre 500 con le espansioni. Non c'è un obiettivo preciso o un vero finale, si cerca solo di saccheggiare più possibile il tempio e rafforzare sempre più il personaggio. 
Programma e manuale sono solo in inglese, ma esiste una versione in francese almeno per Apple II.

### Definizione del personaggio
La definizione iniziale del personaggio viene fatta tramite un'interfaccia testuale a domande e risposte chiamata Innkeeper ("locandiere"). Qui le statistiche di un nuovo personaggio si possono far generare casualmente in modo equilibrato, oppure si è liberi di impostare statistiche qualsiasi, eventualmente anche partendo con un personaggio già molto ricco e potente. Questo è anche un modo per riprendere la partita con un personaggio già usato in precedenza, registrando a mano e reimmettendo le statistiche che erano state ottenute; infatti le prime versioni del gioco su cassetta non hanno la possibilità di salvataggio dei personaggi.
Il manuale suggerisce anche come usare l'impostazione manuale per importare i propri personaggi usati nei tipici giochi di ruolo da tavolo. Infatti il sistema di gioco, detto Dunjonquest, usa praticamente le stesse sei caratteristiche usate in Dungeons & Dragons; qui sono chiamate forza, costituzione, agilità, intelligenza, intuito ed ego, e possono avere valori da 3 a 18. Non ci sono invece razze, classi o abilità speciali. Si possiede del denaro per acquistare equipaggiamento dal locandiere, con la possibilità di contrattare sui prezzi; altri oggetti speciali si possono trovare durante l'esplorazione. Affrontando con successo i labirinti si ottengono punti esperienza che migliorano il personaggio, ma senza livelli o potenziamenti espliciti.

### Azione nel tempio
Durante l'azione si ha una semplice visuale in pianta del luogo attuale, con strisce orizzontali e verticali che rappresentano le pareti. Quando il personaggio si sposta ai bordi dello schermo la visuale si ridisegna su una nuova stanza. In ogni stanza si può incontrare o meno un mostro; alcuni si trovano in punti predefiniti, altri compaiono casualmente. Le versioni originali del gioco per TRS-80 e PET, tra loro simili, usano una grafica a blocchetti, rappresentando anche il personaggio, i mostri e i tesori con simboli astratti; le conversioni successive fanno uso di disegni più riconoscibili e introducono semplici effetti sonori. Sulla destra dello schermo (sopra e sotto su VIC-20) un pannello informativo testuale descrive lo stato del personaggio.
Il manuale cartaceo fornisce una descrizione testuale di tutte le stanze del gioco, identificate da un numero; le descrizioni rivelano dettagli altrimenti non visibili o udibili sul computer e a volte danno indizi utili.
Il gioco si svolge a turni, con il personaggio che compie un'azione alla volta, ma quando sono presenti mostri diventa anche in tempo reale; i mostri agiscono a turni simultanei con il giocatore, ma se si perde troppo tempo agiranno anche da soli senza aspettarlo. Si possono impostare tre velocità di azione automatica dei mostri. 
I controlli sono solo da tastiera; il personaggio si può muovere nelle quattro direzioni, usando tre tasti per girarsi di 90° o 180° e i tasti numerici per avanzare a diverse distanze nella direzione attuale. Maggiore è la distanza per turno, maggiore è l'affaticamento. Gli attacchi possibili sono: il colpo di spada normale, l'affondo che è più letale ma espone di più ai colpi avversari, la parata che al contrario è un attacco più prudente, e solo se disponibili l'attacco a distanza con frecce normali o magiche. Le altre azioni possibili sono aprire porte, ricercare trappole o porte segrete, origliare la presenza di un mostro in una stanza vicina, prendere e lasciare tesori (per evitare di trasportare troppo peso), usare oggetti curativi, tentare di parlare con i mostri per convincerli a non combattere.
L'efficacia di tutte le azioni del personaggio è influenzata dalle sue caratteristiche e dai punti esperienza accumulati; ad esempio un personaggio con forza elevata può infliggere colpi più potenti e trasportare più peso, uno con intuito elevato ha più probabilità di individuare trappole e porte segrete. Tuttavia non vengono rivelate le regole matematiche che legano i punteggi del personaggio alla riuscita delle sue azioni.
Il personaggio ha un valore percentuale di punti ferita e di fatica, se si esaurisce quest'ultima non si può più agire finché non si recupera con il riposo. In caso di morte del personaggio c'è la possibilità casuale che sia recuperato e resuscitato da uno tra altri tre avventurieri, che però chiedono in cambio tutti o parte dei suoi averi.
In ogni caso, quando si esce da un livello si torna dal locandiere, poi si può nuovamente visitare qualunque livello; nelle versioni dotate di salvataggio, lo stato del labirinto può essere mantenuto oppure azzerato, rigenerando mostri e tesori.

## Espansioni
Le due espansioni vennero pubblicate dalla Epyx per Apple II, Atari 8-bit, Commodore 64, MS-DOS e TRS-80. Ciascuna richiede il possesso del gioco principale e aggiunge i dati di nuovi labirinti senza modificare il funzionamento generale.
I livelli di entrambe sono riprodotti anche in Temple of Apshai Trilogy del 1985.
Upper Reaches of Apshai (prime versioni nel 1981), chiamato anche The Upper Reaches of Apshai sulla confezione, aggiunge quattro livelli con un totale dichiarato di oltre 150 stanze. Rispetto all'originale ha un tono umoristico; si svolge nei giardini e nelle case dietro la locanda, dove si incontrano nemici come casalinghe arrabbiate e pomodori assassini.
Curse of Ra (prime versioni nel 1982) aggiunge altri quattro livelli con un totale dichiarato di oltre 100 stanze. È ambientato in Egitto e i livelli corrispondono a quattro antiche costruzioni in mezzo al deserto; si inizia sempre dal deserto all'esterno dell'edificio e si deve anzitutto trovare un ingresso.

## Sviluppo
La versione originale di Temple of Apshai venne programmata principalmente da Jim Connelley (James W. Connelley), allora presidente della Epyx, per il TRS-80. Il design della struttura del gioco si deve a Jon Freeman (confondatore della Epyx), ideatore del sistema di gioco detto Dunjonquest, e a Jeffrey A. Johnson, progettista dei dungeon; entrambi erano compagni di Connelley nel gioco di ruolo da tavolo Dungeons & Dragons, fonte di ispirazione per il videogioco.
Secondo Connelley, le ragioni che spinsero allo sviluppo di Temple of Apshai furono proprio la popolarità dei giochi di ruolo come D&D e la sua convinzione che fosse possibile creare un'avventura orientata alla grafica sul TRS-80.
Il programma originale venne realizzato in BASIC, cosa che lo rendeva piuttosto lento. Vennero impiegati due mesi di collaudo intensivo per assicurare la giocabilità del prodotto.
Le prime versioni pubblicate, per TRS-80 e Commodore PET, uscirono ad agosto 1979 negli Stati Uniti. La qualità della confezione e del manuale erano notevoli per l'epoca. La versione per Apple II seguì poco dopo (il copyright è sempre 1979, ma l'uscita effettiva potrebbe essere all'inizio del 1980). Nel 1981-1982 uscirono le due espansioni, nel 1982 le versioni Atari e PC, e infine nel 1983 le versioni Commodore 64 e VIC-20.
Una conversione per Coleco Adam venne parzialmente realizzata, ma mai pubblicata.
Una versione del gioco in francese, Le temple d'Apshaï, venne pubblicata dall'editrice francese Vifi/Sogiciel almeno per Apple II dal 1983, e dalla Gessler Publishing per il mercato dell'educazione linguistica negli Stati Uniti.

## Accoglienza
Temple of Apshai fu generalmente un successo. A fine giugno 1982 aveva venduto un totale di 30 000 copie ed era uno dei giochi per computer più venduti in assoluto, tra quelli di cui erano note le cifre, secondo una ricerca di Computer Gaming World. Anche le versioni per Commodore 64 e VIC-20, pubblicate per ultime quattro anni dopo le prime, si fecero notare restando per diversi mesi tra i primi posti delle classifiche di vendita per quei sistemi redatte dalla rivista statunitense Compute!'s Gazette.
Temple of Apshai vinse il premio Origins Award come miglior gioco per computer del 1980 (Best Computer Game of 1980), una categoria introdotta per la prima volta in quell'anno.